# Barésia-sur-l’Ain
Barésia-sur-l’Ain ist eine französische Gemeinde im Département Jura in der Region Bourgogne-Franche-Comté.

## Geographie
Barésia-sur-l’Ain liegt auf 480 m, etwa 18 Kilometer südöstlich der Stadt Lons-le-Saunier (Luftlinie). Das Bauerndorf erstreckt sich im Jura, am Ruisseau de la Serra auf einem Plateau zwischen dem Taleinschnitt des Lac de Vouglans im Westen und den bewaldeten Ketten des Hochjuras im Osten.
Die Fläche des 9,39 km² großen Gemeindegebiets umfasst einen Abschnitt des französischen Juras. Die westliche Grenze bildet der Lac de Vouglans, der 1969 aufgestaut wurde und das tief eingeschnittene, gewundene Tal des Ain überflutete. Er stellt heute ein beliebtes Erholungsgebiet dar und ist im Bereich von Barésia-sur-l’Ain rund 500 m breit. Auf seiner Ostseite wird der See von einem 50 bis 100 m hohen Steilhang flankiert, der zum angrenzenden Plateau (durchschnittlich auf 500 m) überleitet. Östlich des Ortes befindet sich eine ausgedehnte Moorfläche. Nach Süden erstreckt sich das Gemeindeareal auf das Plateau des Bois sous les Baumes (545 m) und erreicht am Rand des Plateaus von Thoiria mit 567 m die höchste Erhebung von Barésia-sur-l’Ain. Die südliche Abgrenzung bildet die Cluse de la Pile, ein schmaler Seitenarm des Lac de Vouglans im Erosionstal der Cimante.
Zu Barésia-sur-l’Ain gehören die Ortschaft Auge (520 m) auf dem Plateau östlich des Lac de Vouglans sowie einige Einzelhöfe. Nachbargemeinden von Barésia-sur-l’Ain sind Pont-de-Poitte, Boissia und Clairvaux-les-Lacs im Norden, Soucia und Thoiria im Osten, Coyron im Süden sowie La Tour-du-Meix und Largillay-Marsonnay im Westen.

## Geschichte
Das Gemeindegebiet von Barésia-sur-l’Ain war schon sehr früh besiedelt. Zeugen aus vorgeschichtlicher Zeit sind Überreste einer Verkehrsstraße und ein Tumulus aus der Hallstattzeit. Auf der Höhe von Le Châtelet befindet sich eine Wallanlage, die vermutlich aus der Römerzeit stammt.
Erstmals urkundlich erwähnt wird Barésia-sur-l’Ain im Jahr 1184. Seit dem Mittelalter gehörte das Dorf zur Baronie von Clairvaux. Zusammen mit der Franche-Comté gelangte Barésia-sur-l’Ain mit dem Frieden von Nimwegen 1678 an Frankreich. Zu einer Gebietsveränderung kam es 1821, als das vorher selbständige Auge nach Barésia eingemeindet wurde. 1962 wurde der Gemeindename offiziell von Barésia in Barésia-sur-l’Ain umbenannt.

## Sehenswürdigkeiten
Die Dorfkirche Saint-Martin in Barésia-sur-l’Ain wurde im 19. Jahrhundert erbaut. Auf einer Anhöhe nördlich des Dorfes steht an aussichtsreicher Lage eine Kapelle, die ursprünglich auf das 12. Jahrhundert zurückgeht.

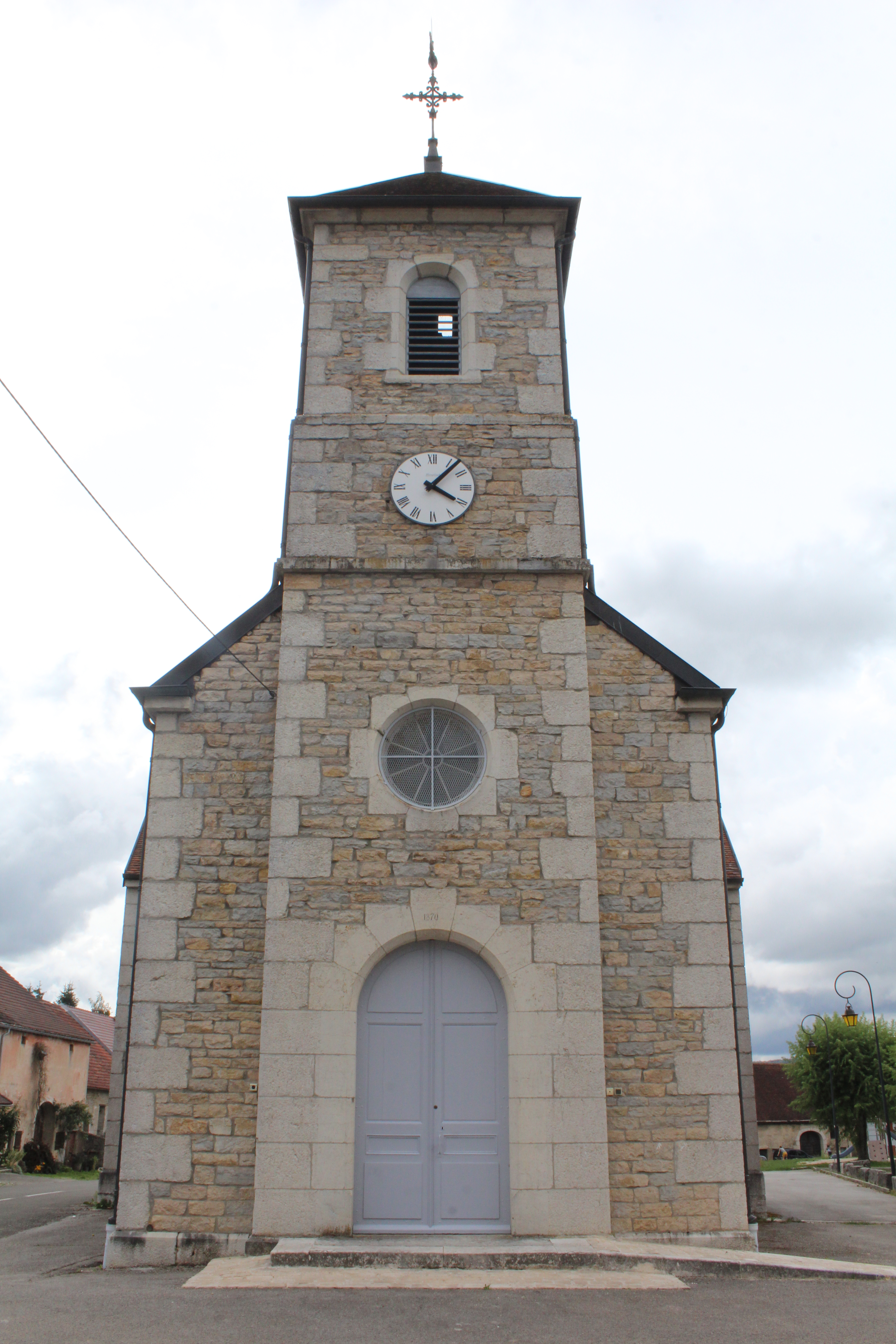
Kirche Saint-Martin
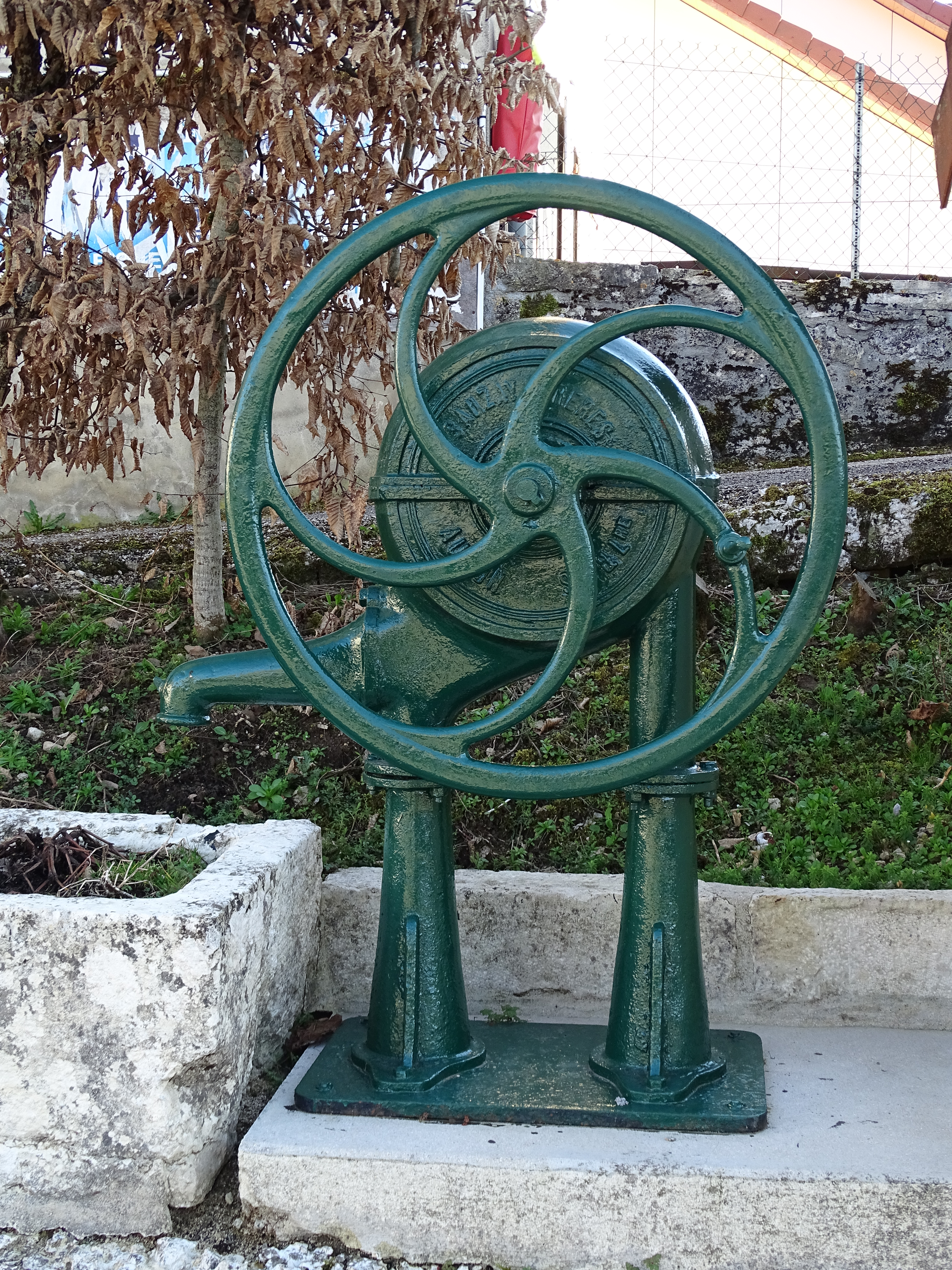
Alte Wasserpumpe

## Bevölkerung
| Jahr                       | 1962 | 1968 | 1975 | 1982 | 1990 | 1999 | 2008 | 2019 |
| Einwohner                  | 103  | 83   | 55   | 49   | 62   | 98   | 145  | 146  |
| Quellen: Cassini und INSEE |      |      |      |      |      |      |      |      |

Mit 154 Einwohnern (Stand 1. Januar 2022) gehört Barésia-sur-l’Ain zu den kleinsten Gemeinden des Départements Jura. Nachdem die Einwohnerzahl in der ersten Hälfte des 20. Jahrhunderts markant abgenommen hatte (1896 wurden noch 213 Personen gezählt), wurde seit Mitte der 1980er Jahre wieder eine deutliche Bevölkerungszunahme verzeichnet.

## Wirtschaft und Infrastruktur
Barésia-sur-l’Ain war bis weit ins 20. Jahrhundert hinein ein vorwiegend durch die Landwirtschaft geprägtes Dorf. Daneben gibt es heute einige Betriebe des lokalen Kleingewerbes. Mittlerweile hat sich das Dorf auch zu einer Wohngemeinde gewandelt. Viele Erwerbstätige sind Wegpendler, die in den größeren Ortschaften der Umgebung ihrer Arbeit nachgehen.
Der Lac de Vouglans ist ein beliebtes Ausflugs- und Erholungsgebiet. Im Sommerhalbjahr gibt es hier zahlreiche Möglichkeiten, Freizeit- und Wassersportaktivitäten zu betreiben.
Die Ortschaft liegt abseits der größeren Durchgangsstraßen. Lokale Straßenverbindungen bestehen mit Clairvaux-les-Lacs, Patornay, Soucia und Thoiria.